# Happy Endings
Happy Endings är en amerikansk komediserie som visades i tre säsonger på ABC från 2011 till 2013. Serien skapades av David Caspe som tillsammans med Jonathan Groff även var producent för serien.
Handlingen i Happy Endings kretsar kring sex vänner i Chicago.

## Rollista i urval

### Huvudroller
- Eliza Coupe – Jane Kerkovich-Williams
- Elisha Cuthbert – Alex Kerkovich
- Zachary Knighton – Dave Rose
- Adam Pally – Max Blum
- Damon Wayans Jr. – Brad Williams
- Casey Wilson – Penny Hartz

### Återkommande roller
- Stephen Guarino – Derrick
- Seth Morris – Scotty
- Megan Mullally – Dana Hartz
- Nick Zano – Pete
- Rob Corddry – Lon "The Car Czar" Sarofsky
- Michael McKean – Big Dave
- James Wolk – Grant
- Mark-Paul Gosselaar – Chase
- Mary Elizabeth Ellis – Daphne Wilson
- Jon Daly – Brody Daniels
- Paul Scheer – Avi
- Christopher McDonald – Mr. Kerkovich
- Julie Hagerty – Mrs. Kerkovich